# 第40號交響曲 (莫扎特)
G小調第40號交響曲，作品號K. 550，是莫扎特創作的音樂作品，現存有兩個版本：第一個版本於1788年7月25日在維也納完成，而第二個版本則介乎1788年至1791年。本曲與第39及第41號交響曲（又稱“朱庇特交響曲”）均屬同時期的創作。
在現存莫扎特交響曲中，只有兩首是以小調寫成的。分別是第25號及本曲，無獨有偶，兩首均以G小調寫成。
另外，本曲亦是莫札特最為世人所認識的音樂作品之一，堪稱作曲家的其中一首代表作，它與貝多芬的《第5號交響曲》均被視為演奏次數和灌錄次數最多的音樂作品。
2016年《BBC音樂雜誌》一份統計當中，莫扎特第40號交響曲獲得第十五位的綜合評價。

## 創作背景
莫札特在1788年夏季度過了他人生中一段音樂上高產的時期，這段時間內他先後創作了他最後的三部交響曲（即第39號、第40號及第41號交響曲）。由於莫札特在其創作成熟期將其作品完整地保存下來，今人得以準確知曉此作首版完成於1788年7月25日。此作沒有前奏，也無與後作第41號交響曲類似的終曲，奧地利指揮家尼古勞斯·哈農庫特據此聯繫前後作品認爲莫札特最後的這三部交響曲是一個整體。

## 分析

### 配器
| - 木管樂器 - 長笛：1 - 雙簧管：2 - 單簧管：2 - 低音管：2 | - 銅管樂器 - 法國號：2 | - 弦樂器 - 第一小提琴 - 第二小提琴 - 中提琴 - 大提琴 - 低音提琴 |

依照工具書《管弦樂作品手冊》指示，上述之配器可簡記為"1 2 2 2—2 0 0 0—str"。
本作品編制屬於古典時期常見的二管制，而其中沒有使用定音鼓和小號。單簧管部分是作曲家在第二版本中才加入的，但對此沒有一個學者可以提出肯定的解釋。關於第二版本的配器，主要是將第一版本中的長笛及雙簧管部份作修改。另一方面，第39、40和41號交響曲雖然是同一時期創作，但每首的配器卻略有不同。例如第39號加入了單簧管而棄用雙簧管，第41號則相反，而第40號的兩個版本均棄用小號和定音鼓。

### 結構
樂曲共分為四個樂章：
- 第一樂章：頗快（Molto allegro） - G小調，奏鳴曲式，
 拍。
- 第二樂章：行板（Andante） - E♭大調，奏鳴曲式，
 拍。
- 第三樂章：小步舞曲（Menuetto） - G小調，三段式，
 拍；中段為G大調。
- 第四樂章：甚快（Allegro assai） - G小調，奏鳴曲式，
 拍。

## 引用
該協奏曲第一樂章的旋律亦出現於SHE的歌曲《不想长大》副歌中。

### 參照
1. ↑  .   [2011-03-15]. （原始内容存档于2012-02-26）.
2. ↑  Mark Brown. . The Guardian. 2016-08-04  [2022-04-14]. （原始内容存档于2022-06-23） （英语）.
3. ↑  Heartz 2009，第207頁.
4. ↑  Clements, Andrew. . The Guardian. 23 July 2014  [2020-08-18]. （原始内容存档于2021-03-24）.
5. ↑  Daniels, David.  3rd ed. Lanham: Scarecrow Press, Inc. 1996: 293. ISBN 0-8108-3228-3.

## 外部連結
- 莫扎特全集：第40號交響曲第1版本 （页面存档备份，存于）及第2版本 （页面存档备份，存于）谱子，以及报道 （页面存档备份，存于）
- Symphony No. 40 總譜及分譜的免费乐谱，由国际乐谱典藏计划提供